# 巴哥里语
巴哥里语 （天城文: बघेली ,英文:Bagheli）為屬於印度-雅利安語支的語言，在印度中部巴克爾根德地區使用，亦被視為印地語的方言。乔治·亚伯拉罕·格里尔逊在印度語言調查中將巴哥里语歸入東印地語。